# La Bayadère
La Bayadère (in italiano La baiadera o La danzatrice del tempio, in russo Баядерка - Bajaderka) è un balletto in quattro atti e sette scene con apoteosi finale. La coreografia è di Marius Petipa e la musica di Ludwig Minkus. Il libretto è di Sergej Chudekov, le scene e i costumi sono di I. Andreev, K. Ivanov, M. Bocharov, P. Lambin, Oreste Allegri, A. Roller, M. Šiškov, H. Wagner.
La prima rappresentazione avvenne a San Pietroburgo, presso il Teatro Imperiale Bol'šoj Kamennyj il 23 gennaio 1877 (secondo il calendario giuliano, il 5 febbraio per il calendario gregoriano). In quell'occasione, la ballerina Ekaterina Vazem danzò nella parte di Nikija, Pavel Gerdt in quella di Solor, Lev Ivanov era il ragià, Marija Goršenkova interpretava Ajja, Marie Petipa era Gamzatti.
Una scena del balletto, il famoso Grand Pas Classique noto con il titolo di Il regno delle ombre è uno dei pezzi più celebrati del balletto classico e spesso è rappresentato come pezzo a sé stante.
La Bayadère è stata allestita e rivisitata molte volte nella sua lunga storia. Oltre allo stesso Petipa nel 1900, da Aleksandr Gorskij e Vasilij Tichomirov (1923), Agrippina Vaganova (1932), Vakhtang Chabukiani e Vladimir Ponomarëv (1941), Rudol'f Nureev (solo la scena de Il regno delle ombre nel 1963), Natalija Makarova (solo la scena de Il regno delle ombre nel 1974 e tutto il balletto nel 1980). Il balletto è rimasto anche nel repertorio del teatro sovietico, seppure con qualche modifica.  Attualmente, La Bayadère è presentata soprattutto in due versioni differenti, quelle derivate dalla messa in scena per il balletto del Kirov da parte di Vakhtang Chabukiani e Vladimir Ponomarev nel 1941 e quelle derivate dalla produzione del 1980 di Natalija Makarova per l'American Ballet Theatre. Rudol'f Nureev realizzò tutto il balletto nel 1992 e questa fu la sua ultima coreografia. Sergej Vicharev ricostruì la coreografia di Petipa, compreso il quarto atto, nel 2002.

## Le origini deLa Bayadère
La Bayadère fu una creazione originale di Marius Petipa. La musica fu composta dal compositore austriaco Léon Minkus, che fu Primo compositore imperiale del balletto del Teatro Imperiale di San Pietroburgo dal 1871 al 1886. La Bayadère è un tipico prodotto del periodo in cui venne scritta e montata: una storia melodrammatica, frammentata da vari episodi, che si svolge in una terra antica ed esotica, in un tempo che non è mai esistito, perfetto veicolo di danze e scene di mimo in atmosfere sontuose e ricche. In quegli anni, Petipa preferiva i soggetti della tradizione del balletto romantico, tipici balletti melodrammatici che coinvolgevano un triangolo amoroso e presentavano donne soprannaturali che racchiudevano l'ideale femmineo. La trama piuttosto tragica de La Bayadère è sicuramente conforme a questi modelli.
Le origini de La Bayadère sono piuttosto oscure e il dibattito è aperto su chi sia responsabile della creazione del libretto del balletto. Di solito nella San Pietroburgo zarista, prima del debutto, si pubblicava sul giornale il libretto, una lista di danze e un articolo che descrivesse la genesi del lavoro. Nel caso de La Bayadère non si citò nessun autore del libretto. Quando Petipa allestì di nuovo il balletto nel 1900, la Gazzetta di San Pietroburgo pubblicò il libretto, questa volta facendo il nome dello scrittore e drammaturgo Sergej Chudekov come autore. Petipa scrisse una lettera di rettifica all'editore del giornale nella quale affermava che solo lui era l'autore del libretto, mentre Chudekov aveva contribuito in minima parte come direttore di scena. Questa non era la prima volta che Petipa scriveva una simile rettifica: era già successo nel 1894 in occasione del balletto Il risveglio di Flora in cui si citavano come coreografi Petipa e Lev Ivanov. Nella lettera, Petipa asseriva che solo lui era responsabile della coreografia e Ivanov era semplicemente un assistente che aveva aiutato nell'allestimento delle danze.

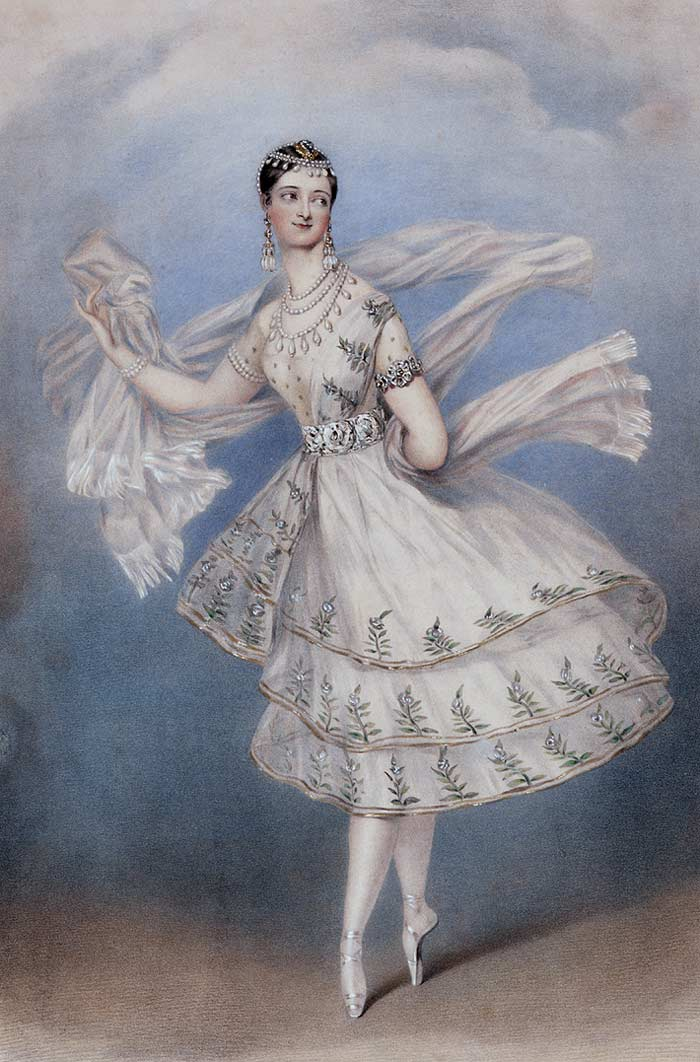
Maria Taglioni in Le Dieu et la Bayadère (1830)

Nel 1839, una compagnia itinerante di autentiche danzatrici del tempio indiane visitò Parigi e lo scrittore Théophile Gautier scrisse quelle che forse furono le sue pagine più ispirate nel descrivere la ballerina principale della compagnia, la misteriosa Amani. Anni dopo, nel 1855, Gautier registrò il triste fatto che la ballerina si era impiccata a Londra durante una crisi depressiva e per ricordarla Gautier scrisse il libretto di Sacountala, derivato in parte da un lavoro teatrale del poeta indiano Kālidāsa. Il lavoro debuttò a Parigi il 14 luglio 1858 all'Opéra, allora nota con il nome di "Académie Royale de Musique",  con la musica di Ernest Reyer. La coreografia era del fratello di Marius, Lucien Petipa. Molti storici del balletto ritengono che qui stia la vera ispirazione per La Bayadère di Petipa.
Un altro lavoro con temi simili di un'India esotica che può aver ispirato Petipa fu l'opera-balletto in due atti di Filippo Taglioni dal titolo Le Dieu et la Bayadère ou La courtisane amoureuse, musica di Daniel Auber, presentato a Parigi il 13 ottobre 1830 all'Opéra dalla compagnia dell'Académie Royale de Musique. Tra il pubblico ad assistere a questo balletto c'era anche il giovane Marius Petipa.  Fu un successo enorme al quale parteciparono talenti quali il famoso tenore Adolphe Nourrit e la leggendaria ballerina Maria Taglioni nel ruolo della Bayadère (l'unica parte di questo balletto che ancora si balla oggi è il Pas de deux, spesso usato nelle competizioni, noto come Grand Pas Classique, di solito presentato nella coreografia di Viktor Gzovskij sulla musica di Auber).

## Il soggetto
Il balletto fu uno dei primi trionfi di Petipa al Teatro Imperiale a San Pietroburgo. La trama tratta temi particolarmente cari alle platee ottocentesche: esotismo, promesse amorose tradite, sentimentalismo, romanticismo, gusto per il soprannaturale.
Nel primo atto al Tempio si trova il guerriero Solor, innamorato della danzatrice del tempio Nikija a sua volta amata dal Bramino. Solor giura amore eterno a Nikija intorno al fuoco. A Solor viene obbligatoriamente offerta la mano di Gamzatti, la figlia del Rajah. Questi viene avvisato dal Bramino che Solor ha un'altra donna, e a malincuore gliene fa il nome. Gamzatti invita Nikija a palazzo e la informa del proprio patto matrimoniale con Solor; Nikija tenta allora di uccidere Gamzatti, ma viene fermata dalla serva, Aya.
Nel secondo atto vi è la festa di fidanzamento. Aya dà a Nikija un cesto di fiori nel quale è nascosto un serpente velenoso che la morde. Il bramino le propone di salvarla, a patto che lei accetti di sposarlo. Nikija rifiuta e danza fino a quando muore.
Nel terzo atto Solor, per dimenticare il dolore della morte di Nikija, fuma un particolare veleno, si addormenta e si ritrova nel regno delle ombre; tra esse ritrova anche l'amata Nikija alla quale giurerà fedeltà eterna.
Nel quarto atto, durante le nozze tra Solor e Gamzatti, il tempio crolla, seppellendoli sotto le macerie.

## La prima produzione
La Bayadère fu creato espressamente per Ekaterina Vazem, Prima Ballerina dei Teatri Imperiali di San Pietroburgo. Il balletto in Russia verso la fine del XIX secolo era dominato da artisti stranieri ma l'amministrazione del teatro cercava di incoraggiare i talenti autoctoni e la Vazem, virtuosa russa della tecnica allora detta terre-à-terre era uno di questi talenti.
Il creatore del ruolo di Solor fu Lev Ivanov, ballerino principale dei Teatri Imperiali, che diventerà assistente "maître de ballet" di Petipa, amministratore del Balletto Imperiale e coreografo (sua la prima produzione de Lo schiaccianoci).

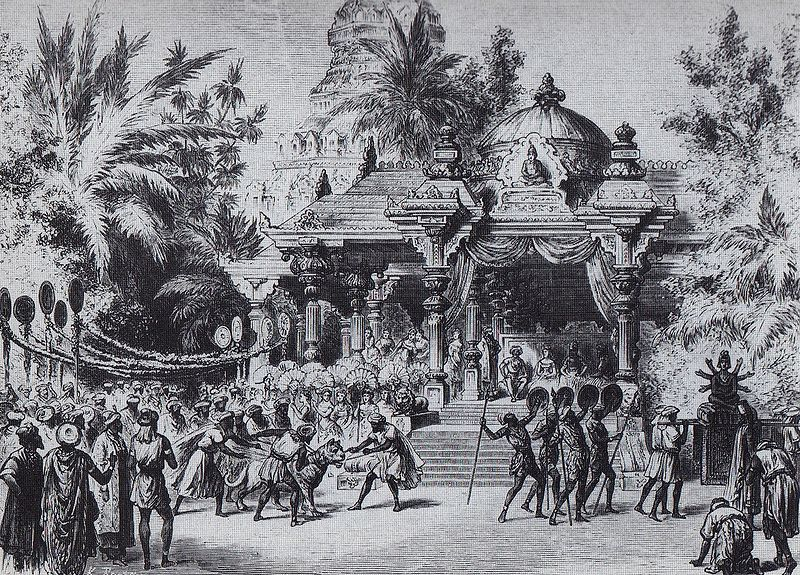
Scena del II atto, Litografia del 1877

Petipa lavorò duramente per sei mesi. Il direttore dei Teatri Imperiali, il barone Karl Karlovič Kister non aveva alcuna simpatia per il balletto e appena possibile diminuiva il budget. A quel tempo nella San Pietroburgo zarista, l'Opera italiana era molto più in voga del balletto e la compagnia lirica monopolizzava lo spazio destinato per le prove, il teatro Imperiale Teatro Bol'šoj Kamennyj. La compagnia di balletto aveva solo due giorni alla settimana per le rappresentazioni mentre l'Opera andava in scena anche per sei o sette giorni. Petipa riuscì ad avere solo una prova generale in cui mettere insieme tutte le scene e le danze fino ad allora provate separatamente. Durante questa prova, Petipa ebbe un contrasto con la Vazem riguardo alla sua entrata per il Grand Pas d'action del finale ed ebbe anche molti problemi con gli scenografi che avevano costruito effetti teatrali complicati. Per peggiorare la situazione, il maestro temeva di debuttare in un teatro vuoto poiché il barone Kister aveva aumentato il prezzo del biglietto in modo che fosse più caro di quello dell'Opera, già a sua volta piuttosto dispendioso.
Il successo di questa produzione fu enorme tanto da essere rappresentato per settanta volte fino al ritiro dalle scene della Vazem nel gennaio del 1884, cosa sorprendente se si pensa che a quel tempo vi erano due soli spettacoli di balletto alla settimana.
Dopo questo enorme successo però il balletto venne messo da parte e ripreso da Petipa solo una volta per la ballerina Anna Johansson nel dicembre dello stesso anno.
Quando Anna Johansson si ritirò nel 1886, scelse la Celebrazione del fidanzamento del secondo atto come passo d'addio. Questa fu l'ultima volta in cui La Bayadère fu rappresentata prima di venir ritirata dal repertorio dei balletti imperiali.

## Il regno delle Ombre

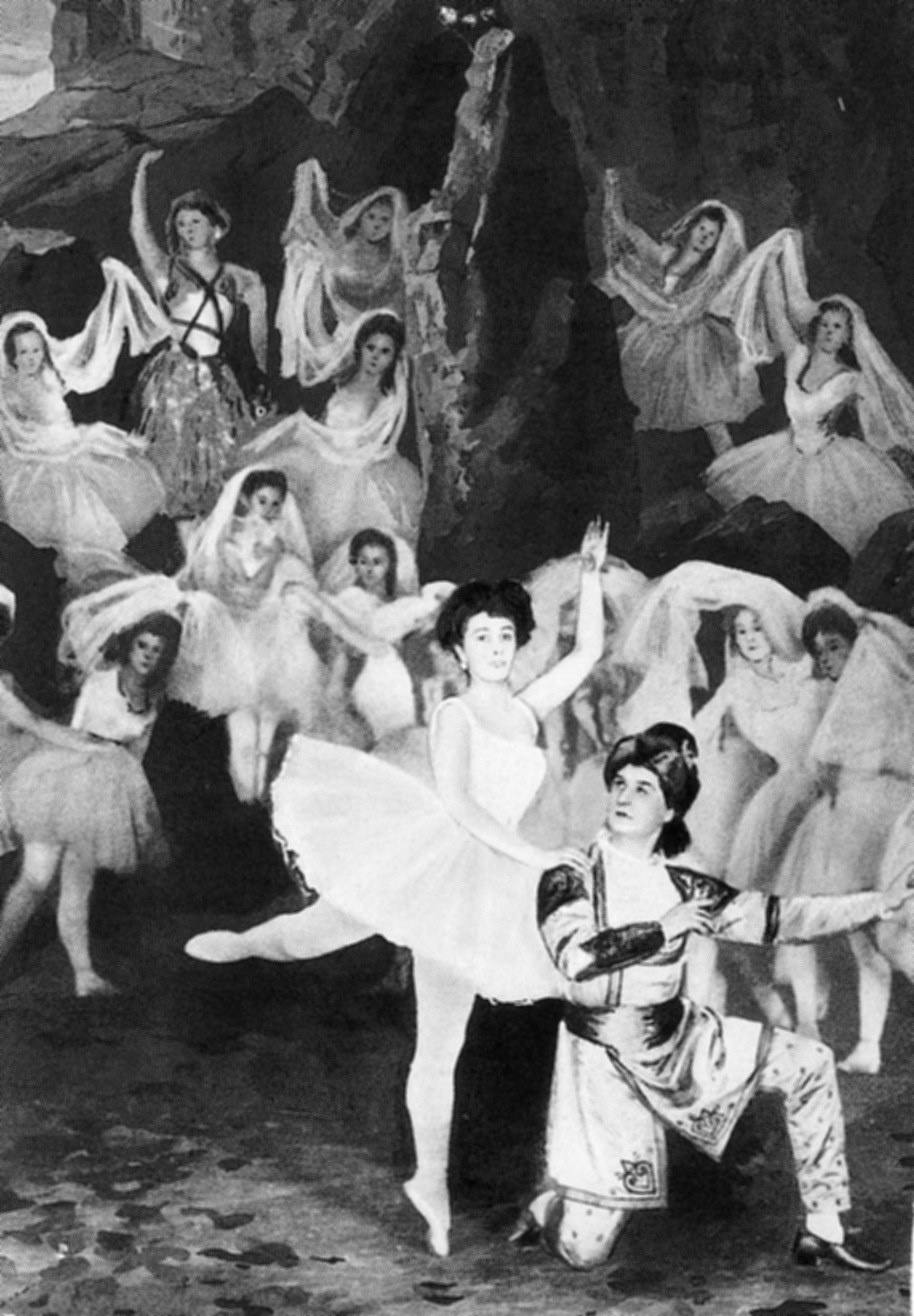
Matil'da Feliksovna Kšesinskaja e Pavel Gerdt ne Il regno delle ombre (1900)

Petipa rimontò un revival completo del balletto nella stagione 1900-1901 per Matilida Kšesinskaja, appena nominata Prima ballerina assoluta e Pavel Gerdt, Jeune premier dei balletti imperiali.
Tra i cambiamenti più importanti attuati da Petipa, ci fu l'uso degli allievi nella scena del Regno delle Ombre. Petipa cambiò l'ambientazione da un castello incantato nel cielo di un palco completamente illuminato ad un paesaggio roccioso e cupo sulle vette dell'Himalaya. I danzatori del corpo di ballo passarono da trentadue a quarantotto, dando l'illusione di spiriti che discendono dal cielo nella famosissima Entrata delle Ombre. 

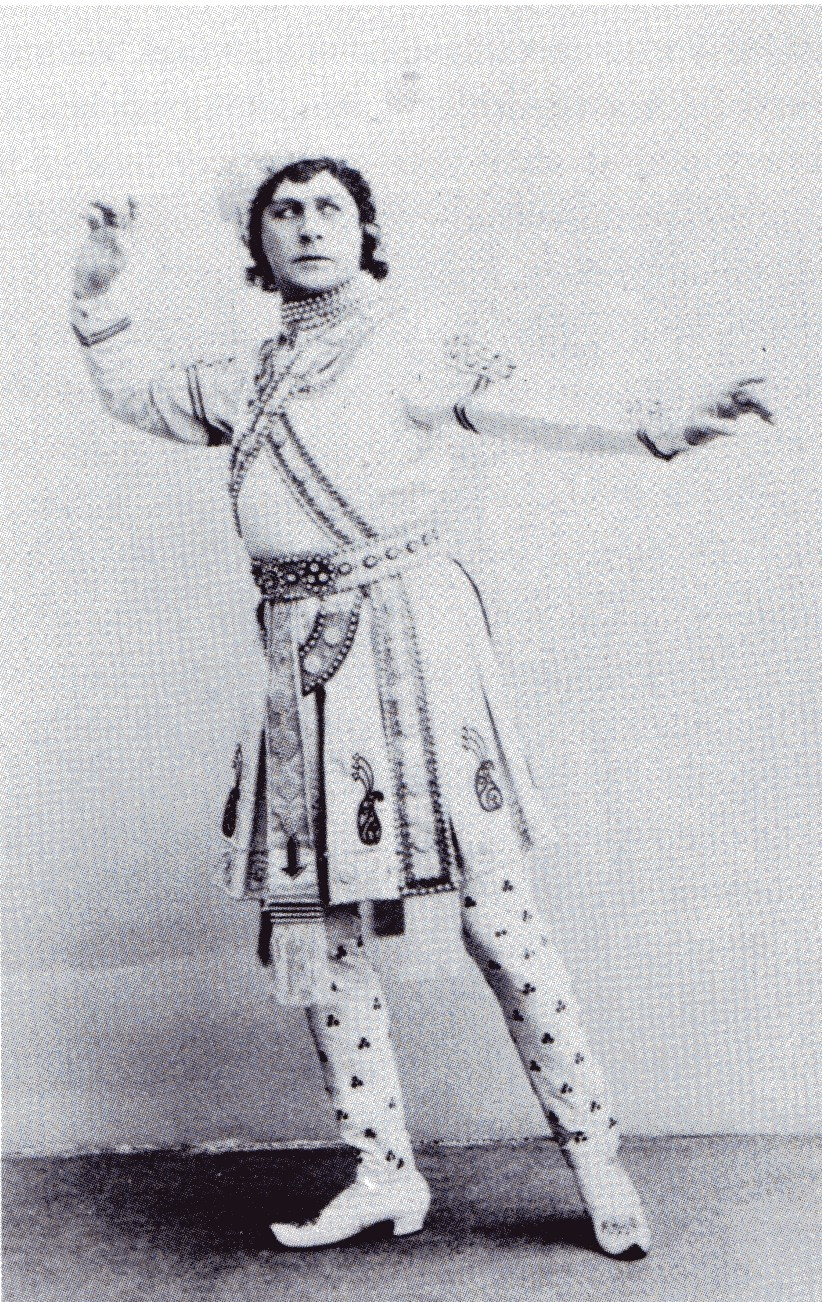
Pavel Gerdt nel ruolo di Solor (1900)

Un altro importante cambiamento fu l'interpolazione, per i ballerini solisti, di nuove variazioni nel Grand Pas d'action finale. Come si usava fare ai quei tempi, Minkus non compose le variazioni per il finale del balletto perché venivano sempre eseguite ad libitum, vale a dire a scelta del danzatore. Nella partitura originale, Minkus, dopo il Grand adage del Grand Pas d'action scrisse semplicemente a margine: "seguito dalle variazioni di Solor e Gamzatti". In genere queste variazioni erano prese da altri balletti già esistenti. Il cinquantaseienne Pavel Gerdt non poteva danzare la variazione di Solor che venne invece danzata da Nikolaj Legat. Per il Grand pas d'action egli scelse la Variation di Djalma, aggiunta da Minkus nel 1874 in occasione del revival del balletto Le papillon di Taglioni e Offenbach.  Nel 1941 Vakhtang Chabukiani coreografò questa variazione per sé stesso ed è quella che ancora oggi si usa per il ruolo di Solor.
La prima ballerina Ol'ga Preobraženskaja danzò il ruolo di Gamzatti nel revival di Petipa del 1900 ma non esistono documentazioni riguardo a quale variazione danzò durante il Grand pas d'action. Chabukiani usò per la sua versione del balletto la Variation de Nisia su musica di Cesare Pugni, presa dal Pas de Venus del balletto di Petipa dal titolo Le Roi Candaule (1868).
Anche se nella produzione originale Nikija non danzava una variazione durante il Grand pas d'action, Mathilde Kšesinskaja chiese al maestro di cappella Riccardo Drigo del teatro di comporre per lei una variazione. Tale variazione diventò di esclusiva proprietà della ballerina e non fu mai più eseguita dopo di lei.
Il secondo revival di Petipa del balletto fu presentato il 3 dicembre 1900 (15 dicembre per il calendario giuliano) al Mariinskij con reazioni discordanti da parte di pubblico e critica. Anche se considerato noioso, diventò un vero e proprio banco di prova per le ballerine e i ballerini perché pieno di difficoltà tecniche e interpretative.
Olga Preobraženskaja, Vera Trefilova, Anna Pavlova (che fece la sua ultima apparizione con i Balletti Imperiali nel ruolo di Nikija nel 1914), Ekaterina Vasil'evna Gel'cer, Ljubov' Nikolaevna Egorova e Ol'ga Spesivceva per nominare solo alcune delle maggiori ballerine del tempo, tutte trionfarono nel ruolo di Nikija.
Il regno delle ombre diventò uno dei test cruciali per un corpo di ballo e molte giovani ballerine soliste fecero il loro debutto danzando una delle tre variazioni delle ombre. Nel marzo del 1903 questo pezzo fu rappresentato singolarmente per la prima volta durante una serata di gala al Peterhof in onore della visita di stato dell'imperatore Guglielmo II e ben presto divenne tradizione estrapolare la Scena delle ombre dal resto del balletto.

## Galleria d'immagini

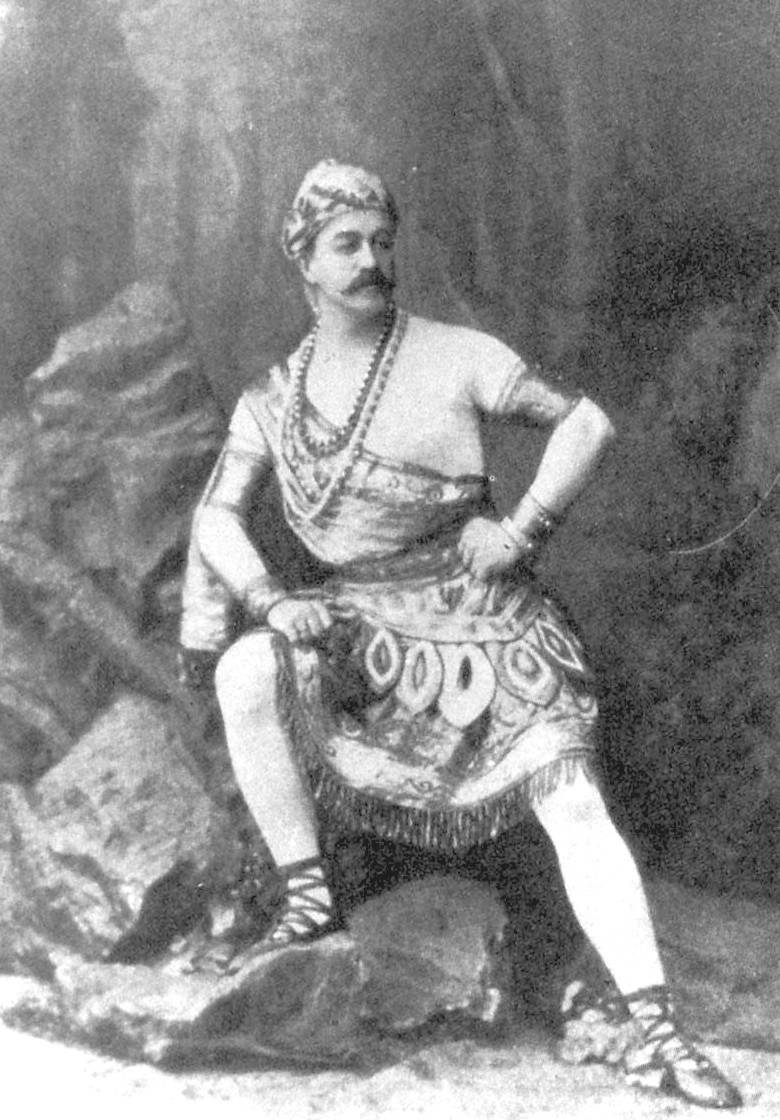
Lev Ivanov nel ruolo di Solor (1877)
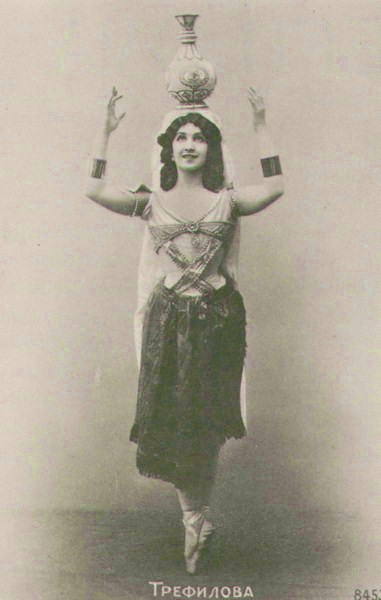
Vera Trefilova (1900)
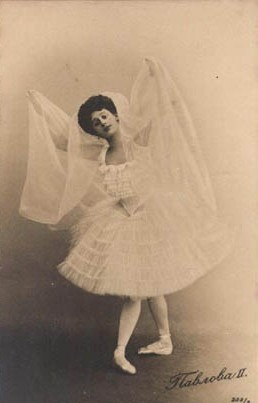
Anna Pavlova nel ruolo di Nikija (1902)
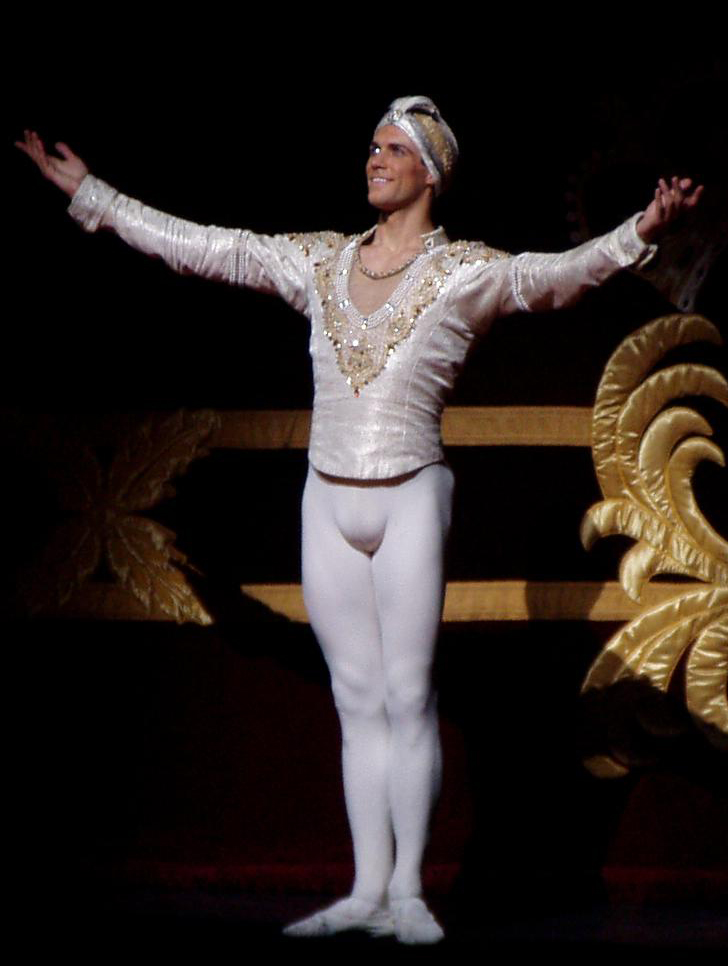
Roberto Bolle (2009)